# Dietrich von Bettendorf

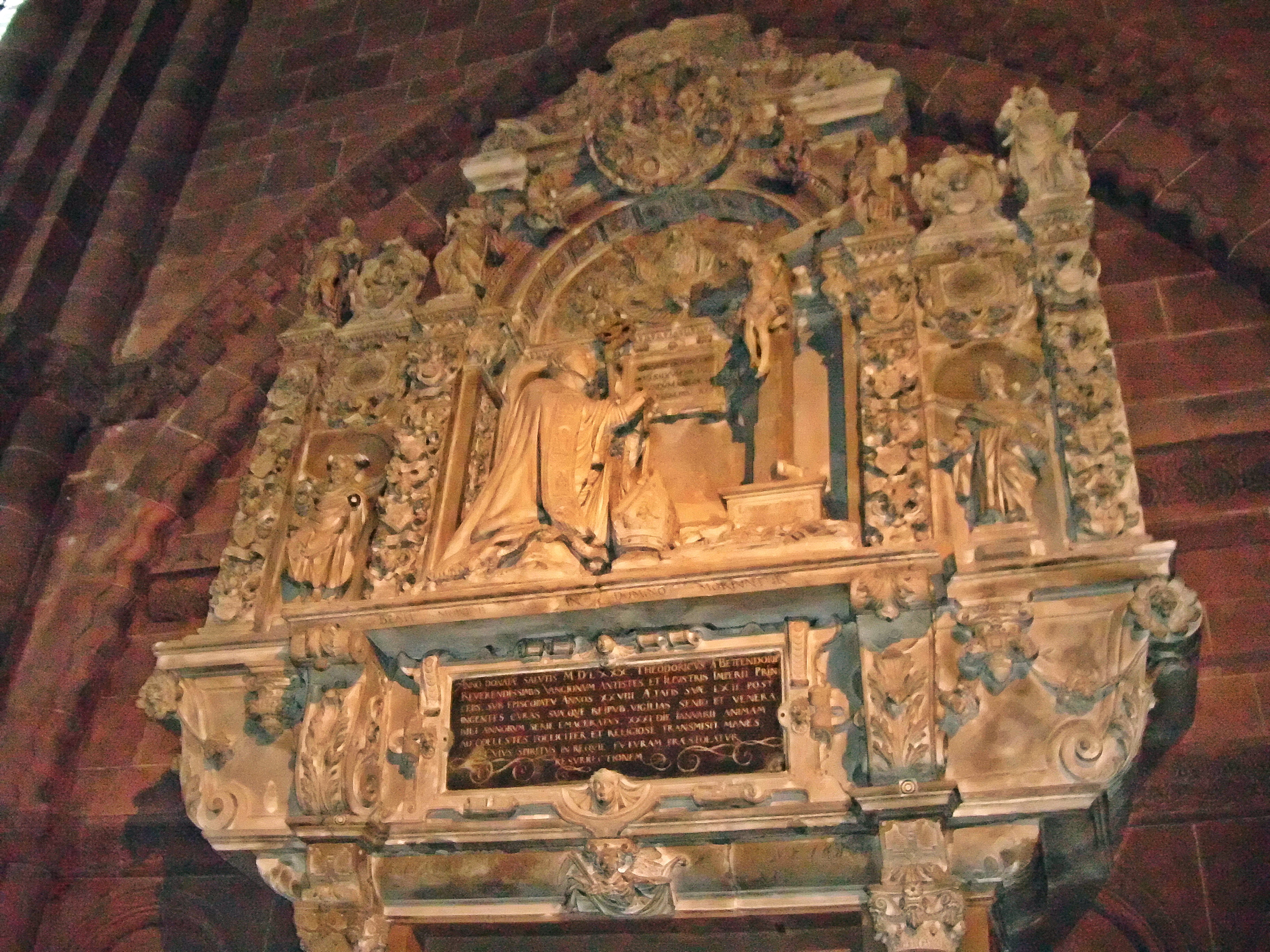
Epitaph des Bischofs Dietrich von Bettendorf im Westchor des Wormser Domes

Dietrich von Bettendorf; öfter auch Theoderich von Bettendorf (* 1518; † 31. Januar 1580 in Ladenburg) war ab 1545 Domdekan und von 1552 bis 1580 als Dietrich II. Fürstbischof von Worms.

## Leben und Wirken

### Herkunft und frühes Leben

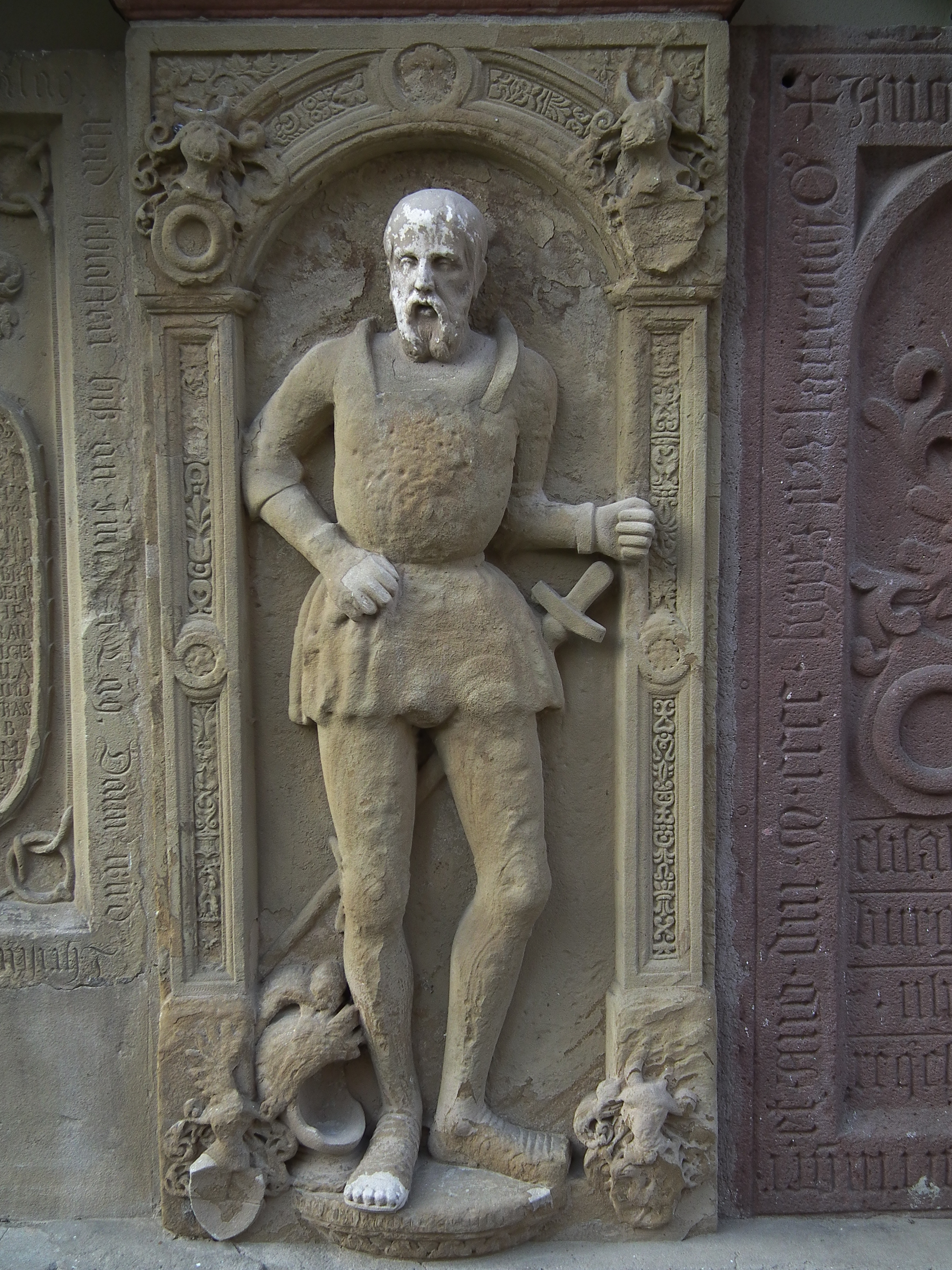
Grabmal des Vaters Hans von Bettendorff, an der St.-Laurentius-Kirche Nußloch

Er war der Sohn des Hans von Bettendorf († 1556), kurpfälzischer Haushofmeister und dessen Gemahlin Barbara von Gemmingen, Tochter des Philipp von Gemmingen († 1520) und der Anna von Helmstatt († 1519). Die Familie stammt ursprünglich aus Pettendorf in der Oberpfalz.
Dietrich von Bettendorf studierte an den Universitäten Heidelberg (1529) und Ingolstadt (1538). Er wurde Kanoniker am Domstift Worms sowie an den Stiften Sinsheim und Bruchsal.
Auf Vorschlag des Speyerer Bischofs Philipp von Flersheim avancierte Bettendorf 1545 zum Wormser Domdekan. Flersheim hatte ihm 1542 auch die Priesterweihe erteilt.

### Fürstbischof von Worms
Am 10. März 1552 wählte man Dietrich von Bettendorf zum Fürstbischof von Worms. Das Bistum wurde damals hauptsächlich von der zur Reformation übergegangenen, benachbarten Kurpfalz hart bedrängt und verlor erhebliche Teile seines Bestandes. Anton Philipp Brück schreibt in der Neuen Deutschen Biografie über Bettendorf: „Der Kampf um die Existenz seines Bistums wurde die Aufgabe seines Lebens.“ Während die Rechtshändel mit den lutherischen Kurfürsten Friedrich II. († 1556) und Ottheinrich († 1559) noch gemäßigten Charakter hatten, kam es unter deren kalvinistischem Nachfolger Friedrich III. († 1576) zur offenen Gewaltanwendung.
Den Auftakt bildeten die kurpfälzischen Rechtsbrüche in den gemeinsam regierten Kondominaten Lampertheim und Dirmstein, wo Kurfürst Friedrich am 7. bzw. 12. Oktober 1564 die von beiden Konfessionen genutzten Ortskirchen verwüstete, indem er Taufsteine, Weihwasserbecken und Altäre zerschlagen ließ. Das Gleiche geschah wenig später in Laumersheim und Mörsch.

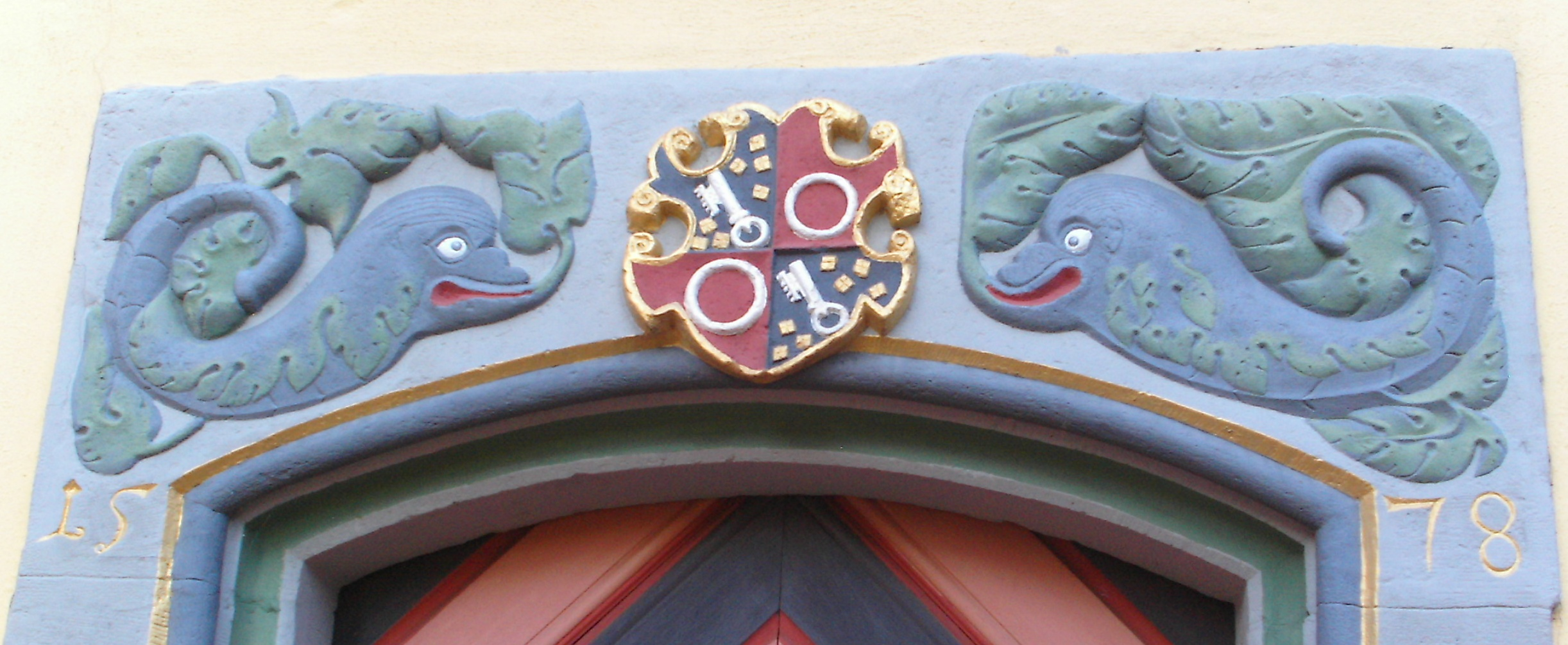
Türsturz mit Wappen des Wormser Bischofs Dietrich von Bettendorff, Ladenburg, Bereich des Bischofshofes

Auch in der bischöflich wormsischen Residenz Ladenburg bestand ein Kondominat zwischen beiden Ländern, wobei des Patronatsrecht über die Pfarrkirche St. Gallus sogar allein beim Hochstift Worms lag. Als Bischof Bettendorf dort am Heiligen Abend 1564 einen lateinischen Vespergottesdienst hielt, drang der kalvinistische Pfarrer mit seinem Gefolge ein und störte massiv die Liturgie, indem er deutsche Lieder absang sowie die Gottesdienstleitung an sich reißen wollte. Daraufhin schlug ihm der Bischof, im vollen Ornat, sein Gebetbuch ins Gesicht, packte ihn und warf ihn persönlich aus der Kirche. Als Racheakt ließ der Pfälzer Kurfürst nur wenig später (20. und 21. April 1565) die besagte Kirche und jene von Neckarhausen plündern und die gesamte Einrichtung verbrennen. Dennoch konnte Bischof Bettendorf durch zähen Widerstand in allen wormsisch/kurpfälzischen Kondominaten die katholischen Gemeinden erhalten.
Auch die im Bistumsgebiet zerstreuten Klöster und Stifte fielen der Unduldsamkeit des Kurfürsten zum Opfer. Am 9. Mai 1565 hob er, begleitet von 70 Reitern, gewaltsam das Cyriakusstift in Worms auf.
Hierbei ließ er u. a. von dem Theologen Caspar Olevian sogar den Tabernakel aufbrechen und zerbröselte selbst die vorgefundenen konsekrierten Hostien mit den Händen. Die sich widersetzenden Stiftsherren kamen 5 Wochen lang in Haft; Bilder, Statuen, Altäre und Paramente wurden verbrannt.
Im gleichen Monat überfiel Friedrich III. das benachbarte Kloster Liebenau und vertrieb die Schwestern, welche er hierbei mit einem persönlichen Gewaltauftritt einschüchterte, bei dem er ein Gemälde der Kreuzigung eigenhändig mit der Faust durchschlug.
Schon 1560 hatte die Kurpfalz gegen den Willen der Insassen das Kloster Lobenfeld aufgelöst, dessen letzte Priorin Anna von Bettendorf, die Schwester des Wormser Fürstbischofs, noch bis 1566 erfolglos um ihre Rechte stritt. Die Nonnenklöster Enkenbach und Fischbach wurden 1564 in gleicher Weise beseitigt, ebenso wie das Stift Kaiserslautern für das Bischof Dietrich von Bettendorf 1562 noch vergeblich einen Kaiserlichen Schutzbrief erlangt hatte.
Gegen diese und viele andere kurpfälzische Rechtsbrüche protestierte und prozessierte der Bischof vor dem Reichskammergericht und erhielt in vollem Umfang recht. Der Kurfürst wurde 1565 verpflichtet, den entstandenen Schaden zu ersetzen und sich künftig solcher Handlungsweisen zu enthalten. Dieser Richterspruch blieb völlig folgenlos, selbst nach einer erneuten Reklamation Bettendorfs an den Augsburger Reichstag von 1566.
Ermuntert durch den Erfolg der Kurpfalz folgten kleinere, zur Reformation übergegangene Herrschaften, deren Handlungsweise nach. Beispiele dafür sind im Bistum Worms die zwangsweise Auflösung des Chorherrenstiftes Höningen durch die Grafen von Leiningen, 1569 und des Nonnenklosters Rosenthal durch die Grafen von Nassau-Saarbrücken, 1572.
Angesichts dieser trostlosen Situation schlug der päpstliche Legat vor, die stark bedrängte und ruinierte Diözese Worms aufzulösen und zu ihrem eigenen Schutz dem mächtigen Erzbistum Mainz einzuverleiben. Bischof von Bettendorf hielt jedoch an seinem Bistum fest und verteidigte seine Rechte, wo immer es ihm möglich war. Die Neue Deutsche Biografie konstatiert hierzu: „Seine unbeugsame Haltung und sein persönlicher Einsatz haben zweifelsohne den Rest des Bistums Worms für den Katholizismus gerettet.“
Dietrich von Bettendorf starb 1580 in seiner Residenz zu Ladenburg, dem heutigen Lobdengau-Museum und wurde im Wormser Dom beigesetzt. Dort befindet sich sein Renaissance-Epitaph im Westchor.

## Varia
Als der Wormser Stadtrat 1559 die Juden vertreiben wollte, stellte sich Bischof Bettendorf schützend vor sie und verhinderte das Pogrom, indem er beim Kaiser gegen dieses Ansinnen protestierte.
Dietrich von Bettendorf ist bedeutend für die Ortsgeschichte des Pfälzischen Dorfes Hettenleidelheim. Er verfügte 1556 die Vereinigung der bis dahin selbstständigen Ortschaften Hettenheim und Leidelheim, zu Hettenleidelheim.
Georg Seiblin († 1591) fungierte als sein Kanzler und Gesandter.

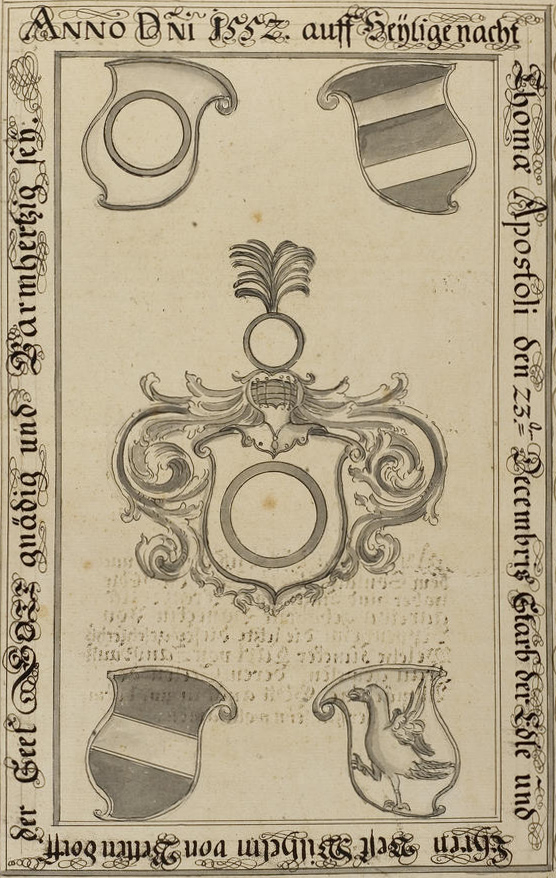
Epitaph des Bruders Wilhelm von Bettendorf, ehemals St. Gallus-Kirche, Ladenburg

## Familiäres Umfeld
Des Bischofs Schwester Anna stand als Priorin dem Kloster Lobenfeld vor, eine andere Schwester, Katharina († 1573), war Äbtissin von Kloster Frauenalb. Von den Brüdern sind zu nennen: Wilhelm († 1552), kurpfälzischer Vitztum in Neustadt; Ludwig, kurpfälzischer Hofmeister; Hans, pfalz-zweibrückischer Rat und Philipp, Oberamtmann in Boxberg und Faut in Mosbach, der sich verehelichte mit Veronika von Venningen, Tochter des langjährigen kurpfälzischen Kanzlers Florenz von Venningen (1466–1538) und Nichte der Äbtissin Margaretha von Venningen († 1505).
Der Onkel des Bischofs (Bruder des Vaters) war Wolf von Bettendorf, kurpfälzischer Oberamtmann zu Otzberg. Er und seine Gattin ruhen in der ev. Stadtpfarrkirche Groß-Umstadt, wo auch ihre Grabsteine erhalten sind.